# روح (فیلم ۲۰۱۵)
روح (به تامیلی: Vedalam) فیلمی محصول سال ۲۰۱۵ و به کارگردانی سیوا است. در این فیلم بازیگرانی همچون آجیت کومار، شروتی حسن، لاکشمی منون، راهول دو، کبیر دوهان سینگ ایفای نقش کرده‌اند.